# Aqylbek Kürischbajew
Aqylbek Qaschyghululy Kürischbajew (kasachisch Ақылбек Қажығұлұлы Күрішбаев, russisch Ахылбек Кажигулович Куришбаев Achylbek Kaschigulowitsch Kurischbajew; * 13. April 1961 in Alma-Ata, Kasachische SSR) ist ein kasachischer Agrarwissenschaftler und Politiker (Amanat). Seit November 2022 ist er Rektor der Kasachischen Nationalen Agraruniversität.

## Leben
Aqylbek Kürischbajew wurde 1961 in Alma-Ata geboren. Er machte 1983 seinen Abschluss in Agrarwissenschaften am Kasachischen Landwirtschaftsinstitut in Alma-Ata. 1997 erlangte er einen Doktortitel in Agrarwissenschaften.
Nach seinem Abschluss arbeitete er zunächst im Kasachischen Forschungsinstitut für Landwirtschaft, wo er ab 1992 die Position des stellvertretenden Direktors bekleidete. 1997 wurde er dann Direktor des Kasachischen Forschungsinstituts für Landwirtschaft. Am 8. Februar 2002 wurde er zum stellvertretenden Landwirtschaftsminister Kasachstans ernannt. 2006 arbeitete er dann im kasachischen Landwirtschaftsministerium, wo er Abteilungsleiter wurde. Von 2007 an war er erneut stellvertretender Landwirtschaftsminister und 8. April 2008 wurde er im Kabinett von Kärim Mässimow zum Landwirtschaftsminister ernannt. Er blieb drei Jahre lang Mitglied der kasachischen Regierung und wurde am 18. Oktober 2011 zum Rektor der Kasachischen Agrartechnischen Universität in Astana ernannt. Er leitete die Universität bis 2020. Von 2016 an war er neben seiner Funktion als Universitätsrektor auch stellvertretender Äkim (Bürgermeister) der Hauptstadt Astana. 2007 wurde er zum auswärtigen Mitglied der Russischen Akademie der Wissenschaften gewählt.
Seit August 2020 war er Abgeordneter im kasachischen Senat; dies blieb er bis zum 3. Oktober 2022. Seit dem 1. November 2022 ist Kürischbajew Rektor der Kasachischen Nationalen Agraruniversität in Almaty. Am 10. Mai 2023 wurde er zudem Vizepräsident der Kasachischen Akademie der Wissenschaften. Seit Januar 2024 ist er Präsident der Kasachischen Akademie der Wissenschaften.